# Wings to Fly
Wings to Fly is een nummer van de Nederlandse meidengroep O'G3NE uit 2015.
Het nummer werd een klein (radio)hitje in Nederland. Het haalde de 22e positie in de Tipparade.